# Margaret Widdemer
Margaret Widdemer (30 de setembro, 1884 – 14 de julho, 1978) foi uma poeta e novelista estadunidense. Ela ganhou um Prêmio Pulitzer (conhecido como Columbia University Prize) em 1919 pela sua coletânea The Old Road to Paradise, dividido com Carl Sandburg por Cornhuskers.

## Biografia
Margaret Widdemer nasceu em Doylestown, Pennsylvania, e cresceu em Asbury Park, New Jersey, onde o seu pai, Howard T. Widdemer, era ministro da igreja. Graduou-se no Drexel Institute em 1909. Ela atraiu pela primeira vez a atenção do público com o seu poema The Factories, que falava sobre trabalho infantil. Em 1919, casou-se com Robert Haven Schauffler (1879–1964). Schauffler era um escritor e violoncelista que publicava sobre poesia, viagens, cultura e música. Suas publicações estão guardadas na Universidade do Texas em Austin.
As memórias de Widdemer Golden Years I Had fala de suas amizades com autores eminentes como Ezra Pound, F. Scott Fitzgerald, T. S. Eliot, Thornton Wilder, e Edna St. Vincent Millay.
A acadêmica Joan Shelley Rubin afirmou que Widdemer cunhou o termo "middlebrow" em seu ensaio "Message and Middlebrow," publicado em 1933 no The Saturday Review of Literature. No entanto, o termo havia sido usado previamente na revista britânica Punch, em 1925.

## Obras
| - The Factories and Other Poems (1917) - The Old Road to Paradise (1918) - Cross Currents (1921) - Little Girl and Boy Land (1924) - Ballads and Lyrics (1925) - Collected Poems (1928) - The Road to Downderry (1931) - Hill Garden (1937) - Dark Cavalier (1958) - Winona of the Camp Fire (1915) - Winona of Camp Karonya (1917) - You're Only Young Once (1918) - Winona's War Farm (1918) - Winona's Way (1919) - Winona on her Own (1922) - Winona's Dreams Come True (1923) - Binkie and the Bell Dolls (1923) - Marcia's Farmhouse (1939) - Do You Want to Write? (1937) - Basic Principles of Fiction Writing (1953) - Golden Friends I Had (1964) - Summers at the Colony (1964) - Jessie Rittenhouse: A Centenary Memoir-Anthology (1969) | - The Rose-Garden Husband (1915) – adapted as the 1917 film A Wife on Trial - Why Not? (1916) – adapted as the 1918 film A Dream Lady - The Wishing Ring Man (1919) – adapted as the film The Wishing Ring Man - The Boardwalk (1919) - I’ve Married Marjorie (1920) - The Boardwalk (1920) - The Year of Delight (1921) - A Minister of Grace (1922) - Graven Image (1923) - Charis Sees It Through (1924) - Gallant Lady (1926) - More Than Wife (1927) - Loyal Lover (1929) - Rhinestones (1929) - All the King's Horses (1930) - The Truth About Lovers (1931) - The Pre-War Lady (1932) - The Years of Love (1933) - Golden Rain (1933) - The Other Lovers (1934) - Eve's Orchard (1935) - Back to Virtue, Betty (1935) - Songs for a Christmas Tree (1935) - This Isn't the End (1936) - The Singing Wood (1936) - Marriage is Possible (1936) - Ladies Go Masked (1939) - Hand on Her Shoulder (1939) - She Knew Three Brothers (1939) - Someday I'll Find You (1940) - Lover's Alibi (1941) - Angela Comes Home (1942) - Constancia Herself (1945) - Let Me Have Wings (1945) - Lani (1949) - Red Cloak Flying (1950) - Lady of the Mohawks (1951) - The Golden Wildcat (1957) - Buckskin Baronet (1960) - The Red Castle Women (1968) |